# 春原千秋
春原 千秋（はるはら　ちあき、1922年-2017年）は、日本の精神科医、病跡学者。
横浜市生まれ。1947年北海道帝国大学医学部卒。1947年東京帝国大学医学部精神医学教室に入局。1956年「狂犬病予防注射による脳炎の精神神経障害について」で東京大学医学博士。同大助手、順天堂大学講師、1959年中央鉄道病院精神神経科主任医長。82年退職、高円寺クリニック医師。1992年将棋世界誌上での「将棋を愛した文豪たち」の連載で将棋ペンクラブ大賞特別賞受賞。将棋ペンクラブ監査役。

## 著書
- 『創造と表現の病理 文学における狂気』牧野出版　1981
- 『将棋を愛した文豪たち』メディカルカルチュア　1994

### 共著
- 『現代文学者の病蹟 創造と狂気の謎』梶谷哲男共著　新宿書房　1971
- 『職場の精神衛生』梶谷哲男共編、医学書院　1971
- 『明治・大正の作家 芸術と病理』梶谷哲男共著　金剛出版　パトグラフィ双書 別巻　1974
- 『昭和の作家 芸術と病理』梶谷哲男共著　金剛出版　パトグラフィ双書 1975
- 『精神医学からみた作家と作品』梶谷哲男共著　牧野出版　1978
- 『精神医学からみた現代作家』梶谷哲男共著　毎日新聞社　1979
- 『精神科医からみた西欧作家』梶谷哲男共著　毎日新聞社　1979
- 『自殺』編集企画　金原出版　精神科mook　1987

## 論文
- Cinii

## 注
1. ↑  『現代日本人名録』2002年